# Gens Popilia
Los Popillii o Popilii son una gens romana plebeya de origen etrusco, cuyos miembros de la rama principal llevan el cognomen de Laenas. Esta rama se apaga durante el reinado de Augusto con la muerte de Paulla Popillia[1]. Otra rama menor de la familia es conocida gracias a una inscripción funeraria y lleva el cognomen de Achaicus Quietus.

## Popillii Laenates
Laenas (plural Laenates), es el cognomen llevado por los miembros de la única rama de la familia plebeya de los Popillii que alcanzó el consulado. Fueron conocidos por su crueldad y arrogancia, de la que dieron prueba durante el siglo II a. C. Según Cicerón, el sobrenombre deriva del término laena, que designa el abrigo sacerdotal que llevaba Marco Popilio Lenas, cónsul en 359 a. C., y flamine de Carmenta, mientras se aprestaba a cumplir un sacrificio oficial. Apercibiéndose de que la plebe se levantaba contra el Senado, se presentó en el Foro, revestido del abrigo y tranquilizó a los plebeyos con un discurso,.